# Calochaetes
Calochaetes is een geslacht van zangvogels uit de familie Thraupidae (tangaren). Het geslacht is monotypisch:
- Calochaetes coccineus  – Vermiljoentangare